# Naturens barn
Naturens barn (originaltitel: Börn náttúrunnar) är en isländsk dramafilm från 1991, som är skriven, regisserad och producerad av Friðrik Þór Friðriksson. Den var nominerad till en Oscar för bästa utländska film vid Oscarsgalan 1992.

## Rollista i urval
- Gísli Halldórsson – Þorgeir, Geiri
- Sigríður Hagalín – Stella
- Bruno Ganz – Engill (ängeln)